# シグナル伝達兼転写活性化因子5B
シグナル伝達兼転写活性化因子5B（signal transducer and activator of transcription 5B、STAT5B）は、ヒトではSTAT5B遺伝子によってコードされるタンパク質である。STAT5Bのオルソログは、全ゲノムデータが利用可能な有胎盤類の生物種の大部分で同定されている。

## 機能
STAT5B遺伝子にコードされるSTAT5Bタンパク質は、STATファミリーの転写因子である。STATファミリーのメンバーは、サイトカインや成長因子に応答して受容体関連キナーゼによってリン酸化され、その後ホモ二量体化またはヘテロ二量体化して細胞核へ移行し、そこで転写アクチベーターとして作用する。このタンパク質はIL-2、IL-4、CSF1や成長ホルモンなど、さまざまなリガンドによって開始されるシグナル伝達を媒介する。TCRシグナル伝達、アポトーシス、成体の乳腺の発達、肝臓での遺伝子発現の性的二型など、多様な生物学的過程に関与していることが示されている。急性前骨髄球性白血病の一部では、この遺伝子はレチノイン酸受容体α遺伝子（RARA）と融合していることが知られている。このタンパク質によって媒介されるシグナル伝達経路の調節異常が急性前骨髄球性白血病の原因である可能性がある。

## 相互作用
STAT5Bは次に挙げる因子と相互作用することが示されている。
- グルココルチコイド受容体[8]
- ヤヌスキナーゼ1（英語版）[9]
- ヤヌスキナーゼ2[9][10]
- PTPN11[11]

## 関連文献
- “Signaling through the JAK/STAT pathway, recent advances and future challenges”. Gene 285 (1–2):  1–24. (2002). doi:10.1016/S0378-1119(02)00398-0. PMID 12039028.